# Dafta
Dafta to wioska niedaleko Masafi. Wioska jest otoczona górami i leży w emiracie Fujairah w Zjednoczonych Emiratach Arabskich. Mieszkańcy pochodzą z rodziny Al Naqbi, która jest jedną z najbardziej popularnych rodzin w emiracie. Dafta jest usytuowana w dolinie Ham i w zimie jest sporą atrakcją turystyczną.